# 貞子vs伽椰子
《貞子vs伽椰子》（日语：貞子vs伽椰子）是一部2016年日本恐怖片，由白石晃士導演。由《环界》與《咒怨》兩大恐怖電影系列合作，山本美月、玉城蒂娜、佐津川愛美、田中美里、甲本雅裕等主演，於2016年6月18日在日本上映。

## 角色
- 倉橋有里：山本美月
- 高木鈴花：玉城蒂娜[2][3]
- 上野夏美：佐津川愛美
- 常盤經藏：安藤政信[4]
- 珠緒：菊地麻衣
- 森繁新一：甲本雅裕
- 高木史子：田中美里
- 高木誠：松島正芳
- 法柳：三枝亮子（日语：堂免一るこ）（堂免 ichiruko）
- 山村貞子：七海繪梨（日语：七海エリー）
- 佐伯伽椰子（日语：佐伯伽椰子）：遠藤留奈
- 佐伯俊雄：芝本麟太郎

## 外部連結
- （日語）官方網站 （页面存档备份，存于）
- （英文）互联网电影数据库（IMDb）上《貞子vs伽椰子》的资料（英文）
- （日語）貞子的X（前Twitter）（官方賬號）
- （日語）伽椰子和俊雄的感人親子日記的Instagram帳戶